# Dicranophorus halbachi
Dicranophorus halbachi is een raderdiertjessoort uit de familie Dicranophoridae. De wetenschappelijke naam van deze soort is voor het eerst geldig gepubliceerd in 1981 door Koste.